# Amemasu
 (août 2023).
Amemasu (雨鱒) ou Ō-amemasu (大アメマス) est une créature du folklore aïnou. Ce nom fait directement référence à une sous-espèce de Kundja endémique d’Hokkaidō (Salvelinus leucomaenis leucomaenis), décrit comme atteignant une taille gigantesque. 

## Sources
- (en-US) « Amemasu », sur yokai.com